# Syzygium nandarivatense
Syzygium nandarivatense là một loài thực vật có hoa trong Họ Đào kim nương. Loài này được (Gillespie) L.M.Perry miêu tả khoa học đầu tiên năm 1950.